# Mounia Meddour
Mounia Meddour, née le 15 mai 1978 à Moscou en Russie, est une réalisatrice franco-algérienne.

## Biographie
Elle est née en à Moscou en 1978,. Son père est le réalisateur algérien Azzedine Meddour . Elle effectue des études supérieures en école de journalisme, puis se forme au cinéma et à l'audiovisuel en France où elle obtient un diplôme au Centre européen de formation à la production de films (CEFPF), en réalisation de fiction en 2002 puis en réalisation documentaire en 2004, et à l’université d’été de la Fémis en 2004.
Après ces formations, elle réalise plusieurs documentaires, tels que Particules élémentaires en 2007,, ou encore La Cuisine en héritage en 2009,, puis en 2011 Cinéma algérien, un nouveau souffle, un documentaire sur la nouvelle génération de réalisateurs algériens qui émerge, malgré l’absence de financement. Cette même année 2011, elle réalise son premier court-métrage de fiction, Edwige. Ce court-métrage reçoit une mention spéciale aux Journées cinématographiques d’Alger.
Enfin, en 2019, son premier long-métrage de fiction, Papicha, tourné au printemps 2018, est réalisé et est retenu dans la sélection du festival de Cannes. Dans Papicha, la jeune femme personnage principal, Nedjma, est passionnée de mode, et tente d’organiser un défilé dans sa résidence universitaire en 1990. C’est une façon d’évoquer une décennie de violences et de terrorisme, les années 1990, en Algérie.
Il est présenté au festival de Cannes dans la section « Un certain regard »,, et reçoit également trois prix au festival du Film francophone d’Angoulême. Ce film est aussi nommé pour les César 2020 dans la catégorie du Meilleur premier film, et son actrice Lyna Khoudri, avec laquelle elle a longuement préparé son rôle, est également retenue dans la liste du potentiel Meilleur espoir féminin. Finalement, le 28 février 2020, lors de la soirée des César, le film décroche deux César, un César du meilleur premier film et un César du meilleur espoir féminin pour l'actrice principale,.

## Filmographie
Sauf précision contraire, Mounia Meddour est à la fois réalisatrice et scénariste de ses films.
- 2006 : Tikjda. La caravane des savoirs (documentaire), Production : Tikjda, Le Palais de la découverte et l’Ambassade de France.
- 2007 : Hitman, réalisé par Xavier Gens, production europcor (assistante réalisateur)
- 2007 : Particules élémentaires (documentaire, 50 min)[5]
- 2009 : La Cuisine en héritage (documentaire, 52 min)[6],[15]
- 2011 : Cinéma algérien, un nouveau souffle (documentaire, 52 min)[16],[17]
- 2012 : Edwige (court-métrage, 15 min)[18]
- 2019 : Papicha, film sélectionné pour  Un certain regard au festival de Cannes 2019, sélectionné aux Oscars 2020 pour représenter l'Algérie dans la catégorie Meilleur film étranger, plusieurs fois primé (César 2019 du meilleur premier film, César 2019 du meilleur espoir féminin, prix du Jeune Jury au festival international du film de Carthage, etc.)
- 2022 : Houria

## Distinctions
- Festival du film francophone d'Angoulême 2019 : Valois du scénario pour Papicha
- César 2020 : Meilleur premier film pour Papicha[11]
- Prix Alice Guy 2020 pour Papicha[19]

## Décoration
- Chevalière de l'ordre des Arts et des Lettres. Elle est faite chevalière le 2 novembre 2021.